# UCI ProTour 2007
Die UCI ProTour war eine vom Radsportweltverband UCI in den Jahren 2005–2010 veranstaltete Serie wichtiger Etappen- und Eintagesrennen des Straßenradsports. Die  ProTour fand 2007 zum dritten Mal statt.

Zu dem Konflikt zwischen der UCI und den Veranstaltern der drei großen Landesrundfahrten ASO (u. a. Tour de France), RCS-Sport (u. a. Giro d’Italia) und Unipublic (Vuelta a España):

## Verlauf
Als erster Fahrer erhielt Alberto Contador das weiße Trikot des Gesamtführenden nach seinem Sieg bei Paris–Nizza. Erst nach der fünften ProTour-Veranstaltung wurde er von seinem Landsmann Óscar Freire abgelöst, der das Trikot jedoch nur wenige Tage behielt, bis der Australier Stuart O’Grady durch seinen Triumph bei Paris–Roubaix die Führung übernahm. Aber auch er konnte die Führung nur kurz verteidigen und der Italiener Davide Rebellin eroberte das weiße Trikot mit einem zweiten Platz beim Amstel Gold Race und baute seinen Vorsprung drei Tage später mit dem Gewinn des Wallonischen Pfeil aus. Jedoch verringerte Danilo Di Luca, ProTour-Gesamtsieger von 2005, im nächsten Rennen den Rückstand auf Landsmann Rebellin und mit dem Sieg beim Giro d’Italia Anfang Juni rückte er auf den ersten Platz vor. Di Luca verteidigte das weiße Trikot daraufhin ohne größere Probleme und lag auch nach dem am 14. Oktober ausgetragenen Rennen Paris–Tours, der vorletzten Veranstaltung der ProTour-Saison, weiterhin in Führung vor dem Australier Cadel Evans, der mit zweiten Plätzen bei den dreiwöchigen Rundfahrten Tour de France und Vuelta a España punkten konnte. Am 18. Oktober wurde Di Luca, nachdem er im Zuge der mit einer dreimonatigen Dopingsperre belegt wurden alle Punkte in der ProTour-Gesamtwertung aberkannt, wodurch Cadel Evans auf den ersten Platz vorrückte. Beim letzten Rennen der Saison, der Lombardei-Rundfahrt, belegte Evans den sechsten Platz und konnte somit die UCI ProTour 2007 gewinnen. Davide Rebellin vom deutschen Team Gerolsteiner kam als Fünfter ins Ziel und erreichte hinter Evans den zweiten Platz in der ProTour-Gesamtwertung. Bester Deutscher war wie im Vorjahr Stefan Schumacher, der das Amstel Gold Race im April gewinnen konnte, mit dem 24. Gesamtrang, gefolgt von seinen Landsleuten Jens Voigt und Erik Zabel auf den Plätzen 25 und 26.
Wie in den beiden Jahren zuvor gewann das Team CSC die Mannschaftswertung und konnte diesen Erfolg bereits nach 26 von 27 ProTour-Veranstaltungen feiern. Die deutschen Mannschaften T-Mobile Team und Gerolsteiner fielen allerdings im Vergleich zur Vorsaison ab und erreichten die Plätze 13 und 14.
In der Nationenwertung verteidigten die Spanier den Titel erneut vor den Italienern. Dahinter folgte Australien, die sich um einen Platz verbessern konnten. Deutschland rutschte hingegen auf den sechsten Platz ab.

## Rennen
| Datum             | Radrennen                       | Sieger               | Ergebnis | ProTour-Führender |
| ----------------- | ------------------------------- | -------------------- | -------- | ----------------- |
| 11.–18. März      | Paris–Nizza1                    | Alberto Contador     | Ergebnis | Alberto Contador  |
| 14.–20. März      | Tirreno–Adriatico1              | Andreas Klöden       | Ergebnis | Alberto Contador  |
| 24. März          | Mailand–Sanremo1                | Óscar Freire         |          | Alberto Contador  |
| 8. April          | Flandern-Rundfahrt              | Alessandro Ballan    |          | Alberto Contador  |
| 9.–14. April      | Baskenland-Rundfahrt            | Juan José Cobo       | Ergebnis | Óscar Freire      |
| 11. April         | Gent–Wevelgem                   | Marcus Burghardt     |          | Óscar Freire      |
| 15. April         | Paris–Roubaix1                  | Stuart O’Grady       |          | Stuart O’Grady    |
| 22. April         | Amstel Gold Race                | Stefan Schumacher    |          | Davide Rebellin   |
| 25. April         | Wallonischer Pfeil1             | Davide Rebellin      |          | Davide Rebellin   |
| 29. April         | Lüttich–Bastogne–Lüttich1       | Danilo Di Luca       |          | Davide Rebellin   |
| 1.–6. Mai         | Tour de Romandie                | Thomas Dekker        | Ergebnis | Davide Rebellin   |
| 12. Mai – 3. Juni | Giro d’Italia1                  | Danilo Di Luca       | Ergebnis | Danilo Di Luca    |
| 21.–27. Mai       | Katalonien-Rundfahrt            | Wladimir Karpets     | Ergebnis | Davide Rebellin   |
| 10.–17. Juni      | Critérium du Dauphiné Libéré    | Christophe Moreau    | Ergebnis | Danilo Di Luca    |
| 16.–24. Juni      | Tour de Suisse                  | Wladimir Karpez      | Ergebnis | Danilo Di Luca    |
| 24. Juni          | Mannschaftszeitfahren Eindhoven | Team CSC             |          | Danilo Di Luca    |
| 7.–29. Juli       | Tour de France1                 | Alberto Contador     | Ergebnis | Danilo Di Luca    |
| 4. August         | Clásica San Sebastián           | Leonardo Bertagnolli |          | Danilo Di Luca    |
| 10.–18. August    | Deutschland Tour                | Jens Voigt           | Ergebnis | Danilo Di Luca    |
| 19. August        | Vattenfall Cyclassics           | Alessandro Ballan    |          | Danilo Di Luca    |
| 22.–29. August    | Eneco Tour                      | José Iván Gutiérrez  | Ergebnis | Danilo Di Luca    |
| 1.–23. September  | Vuelta a España1                | Denis Menschow       | Ergebnis | Danilo Di Luca    |
| 2. September      | GP Ouest France-Plouay          | Thomas Voeckler      |          | Danilo Di Luca    |
| 9.–15. September  | Polen-Rundfahrt                 | Johan Vansummeren    | Ergebnis | Danilo Di Luca    |
| 7. Oktober        | Meisterschaft von Zürich        | abgesagt             | abgesagt | abgesagt          |
| 14. Oktober       | Paris–Tours1                    | Alessandro Petacchi  |          | Danilo Di Luca    |
| 20. Oktober       | Lombardei-Rundfahrt1            | Damiano Cunego       |          | Cadel Evans       |

1Diese Rennen stehen im Kalender der UCI ProTour, werden aber ohne ProTour-Lizenz veranstaltet, sodass für diese Rennen nicht die Regeln der ProTour gelten.

## Teams
| Frankreich Bouygues Télécom Cofidis Crédit Agricole Française des Jeux ag2r Prévoyance | Spanien Caisse d’Epargne Euskaltel-Euskadi Saunier Duval-Prodir | Italien Lampre-Fondital Liquigas Team Milram | Belgien Predictor-Lotto Quick Step-Innergetic | Deutschland Gerolsteiner T-Mobile Team |
| Niederlande Rabobank                                                                   | Dänemark Team CSC                                               | Schweiz Team Astana                          | Vereinigte Staaten Discovery Channel          | Schweden Unibet.com                    |

Besonderheiten
- Die Teams Astana und Unibet.com hatten für folgende Rennen keine automatische Startberechtigung und mussten auf Einladungen der Veranstalter hoffen: Paris–Nizza, Tirreno–Adriatico, Mailand-Sanremo, Paris–Roubaix, Wallonischer Pfeil, Lüttich–Bastogne–Lüttich, Giro d’Italia, Tour de France, Vuelta a España, Paris–Tours und Lombardei-Rundfahrt.
- Das spanisch-baskische Team Euskaltel-Euskadi beschäftigte ausschließlich baskische Spanier und Franzosen sowie Lateinamerikaner baskischer Herkunft.
- Das Team Saunier Duval-Prodir besaß zwar eine spanische Lizenz, hatte seinen faktischen Sitz jedoch in der Schweiz.
- Das Team Milram wurde nach seinem Sponsor, einer deutschen Molkereigenossenschaft, benannt. Da es aus der italienischen Mannschaft Domina Vacanze hervorgegangen ist, besaß es eine italienische Lizenz und wurde auch von einer italienischen Betreibergesellschaft mit Sitz in Bergamo betrieben.
- Das Team Caisse d’Epargne wurde nach seinem Sponsor, einer französischen Sparkasse, benannt. Allerdings fuhr das Team unter einer spanischen Lizenz.
- Das Team Astana wurde nach seinem Sponsor, einem Konsortium kasachischer Unternehmen, benannt. Allerdings fuhr das Team unter einer Schweizer Lizenz.

## Endstand
Stand: 20. Oktober 2007 (nach Lombardei-Rundfahrt und der Aberkennung der Punkte des bisher Führenden Danilo Di Luca (242 Punkte))
| Platz | Fahrer               | Punkte |
| ----- | -------------------- | ------ |
| 1.    | Cadel Evans          | 247    |
| 2.    | Davide Rebellin      | 197    |
| 3.    | Alberto Contador     | 191    |
| 4.    | Alejandro Valverde   | 190    |
| 5.    | Óscar Freire         | 182    |
| 6.    | Denis Menschow       | 172    |
| 7.    | Damiano Cunego       | 165    |
| 8.    | Kim Kirchen          | 165    |
| 9.    | Samuel Sánchez       | 159    |
| 10.   | Wladimir Karpez      | 145    |
| 11.   | Alessandro Ballan    | 135    |
| 12.   | Carlos Sastre        | 127    |
| 13.   | Alessandro Petacchi  | 120    |
| 14.   | Levi Leipheimer      | 118    |
| 15.   | Andy Schleck         | 111    |
| 16.   | Riccardo Riccò       | 111    |
| 17.   | Fränk Schleck        | 101    |
| 18.   | Thomas Dekker        | 95     |
| 19.   | Christophe Moreau    | 88     |
| 20.   | Robbie McEwen        | 88     |
| 21.   | Tom Boonen           | 87     |
| 22.   | Paolo Bettini        | 82     |
| 23.   | Stuart O’Grady       | 79     |
| 24.   | Stefan Schumacher    | 78     |
| 25.   | Jens Voigt           | 78     |
| 26.   | Erik Zabel           | 73     |
| 27.   | Robert Gesink        | 71     |
| 28.   | David López García   | 71     |
| 29.   | Leonardo Bertagnolli | 70     |
| 30.   | Leif Hoste           | 70     |

| Platz | Team                  | Punkte |
| ----- | --------------------- | ------ |
| 1.    | Team CSC              | 392    |
| 2.    | Liquigas              | 354    |
| 3.    | Caisse d’Epargne      | 337    |
| 4.    | ag2r Prévoyance       | 324    |
| 5.    | Quick Step-Innergetic | 310    |
| 6.    | Saunier Duval-Prodir  | 306    |
| 7.    | Discovery Channel     | 300    |
| 8.    | Rabobank              | 300    |
| 9.    | Predictor-Lotto       | 293    |
| 10.   | Lampre-Fondital       | 258    |
| 11.   | Euskaltel-Euskadi     | 227    |
| 12.   | Team Astana           | 218    |
| 13.   | T-Mobile Team         | 212    |
| 14.   | Team Gerolsteiner     | 207    |
| 15.   | Crédit Agricole       | 182    |
| 16.   | Bouygues Télécom      | 178    |
| 17.   | Cofidis               | 177    |
| 18.   | Team Milram           | 148    |
| 19.   | Française des Jeux    | 137    |
| 20.   | Unibet.com            | 127    |

| Platz | Land                   | Punkte |
| ----- | ---------------------- | ------ |
| 1.    | Spanien                | 849    |
| 2.    | Italien                | 728    |
| 3.    | Australien             | 520    |
| 4.    | Russland               | 437    |
| 5.    | Luxemburg              | 377    |
| 6.    | Deutschland            | 337    |
| 7.    | Niederlande            | 293    |
| 8.    | Belgien                | 281    |
| 9.    | Vereinigte Staaten     | 215    |
| 10.   | Frankreich             | 180    |
| 11.   | Vereinigtes Königreich | 109    |
| 12.   | Slowenien              | 83     |
| 13.   | Norwegen               | 81     |
| 14.   | Ukraine                | 67     |
| 15.   | Schweden               | 61     |
| 16.   | Schweiz                | 48     |
| 17.   | Dänemark               | 35     |
| 18.   | Kolumbien              | 35     |
| 19.   | Tschechien             | 30     |
| 20.   | Litauen                | 29     |
| 21.   | Belarus                | 18     |
| 22.   | Kasachstan             | 15     |
| 23.   | Ungarn                 | 9      |
| 24.   | Brasilien              | 9      |
| 25.   | Polen                  | 7      |
| 26.   | Portugal               | 7      |
| 27.   | Volksrepublik China    | 7      |
| 28.   | Österreich             | 3      |
| 29.   | Irland                 | 3      |
| 30.   | Japan                  | 2      |